# Epichnopterix plumella
Epichnopterix plumella là một loài bướm đêm thuộc họ Psychidae. Nó được tìm thấy ở châu Âu. Con cái không có cánh.

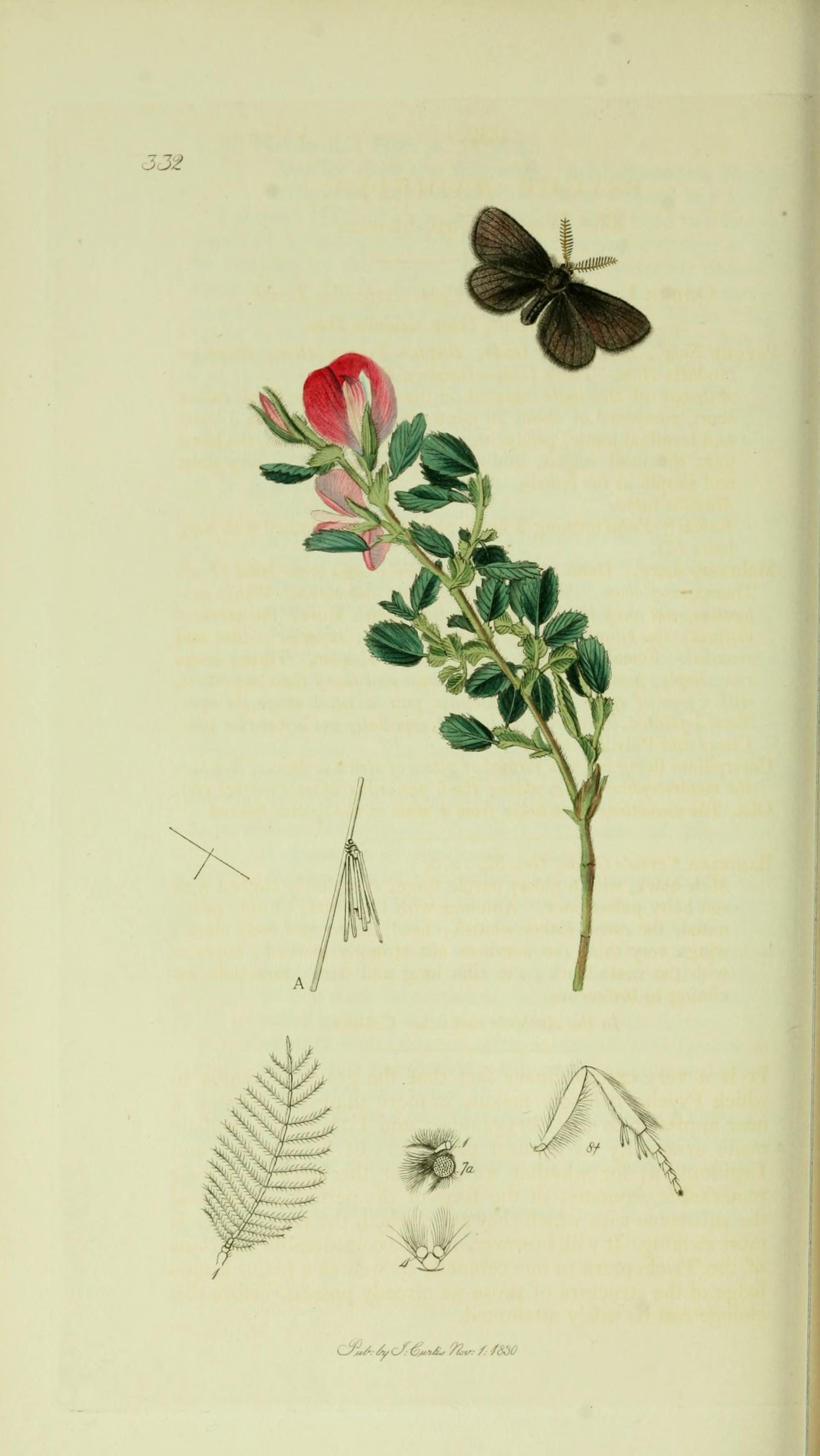
Illustration from John Curtis's British Entomology Volume 5

Sải cánh con đực dài 12 mm. Con trưởng thành bay một đợt từ giữa tháng 4 đến giữa tháng 6. .
Ấu trùng ăn nhiều loại cỏ.

## Hình ảnh

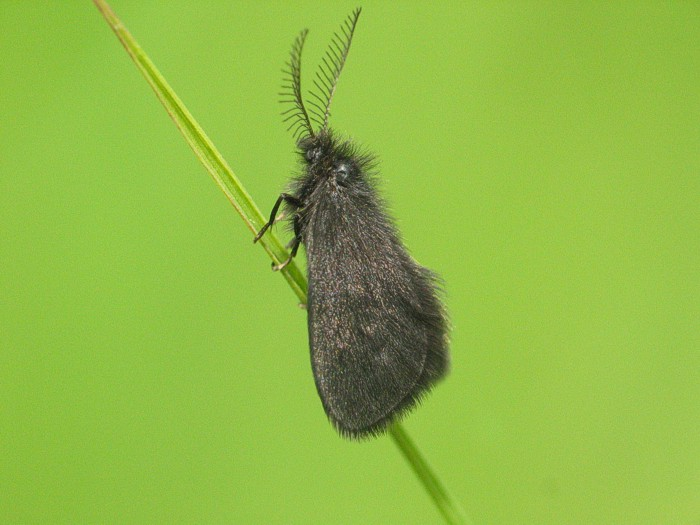